# Meltemi
Meltemi，由诺基亚開發的行動作業系統，採用Linux內核開發，目標是應用在低階智慧型手機上。Nokia在2011年宣布這項計劃，用來取代之前被中止的MeeGo計畫。Nokia希望這個作業系統能夠取代S40，這個案子在Nokia內部已經被終止。

## 註解
1. ↑  .   [2011-12-14]. （原始内容存档于2011-12-04）.
2. ↑  .   [2012-07-26]. （原始内容存档于2016-03-04）.